# موسى بن ميمون

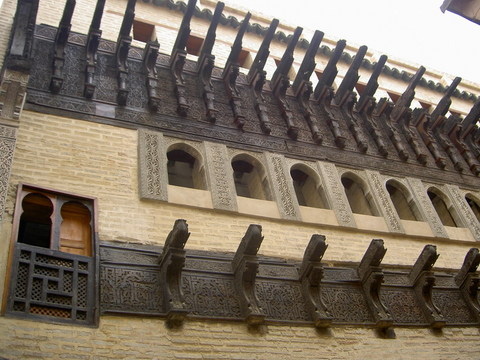
بيت موسى بن ميمون بمدينة فاس

أَبُو عمْرَان مُوسَى بن مَيْمُون بن عُبَيْد ٱللّٰه ٱلْقُرْطُبِيّ (بالعبرية: מֹשֶׁה בֶּן־מַיְמוֹן؛ 30 مارس 1135 - 13 ديسمبر 1204) المشهور في الغرب باسم ميمونيديس (بالإغريقية: Μαϊμωνίδης) ويشار إليه كذلك باسم «رمبام» (نوتريقون: רמב"ם ربي مشه بن ميمون أي الرباني موشيه بن ميمون) واشتهر عند العرب بلقب الرئيس موسى كان فيلسوفاً يهودياً سفاردياً وأصبح من أكثر علماء التوراة اجتهاداً ونفوذاً في العصور الوسطى. في زمنه، كان كذلك عالم فلك وطبيباً بارزاً. وُلد في قرطبة ببلاد الأندلس في القرن الثاني عشر الميلادي، ومن هناك انتقلت عائلته سنة 1159 إلى مدينة فاس المغربية حيث درس بجامعة القرويين، ثم انتقلت سنة 1165 إلى فلسطين، واستقر في مصر آخر الأمر، وهناك عاش حتى وفاته. عمل في مصر نقيباً للطائفة اليهودية، وطبيباً لبلاط الوزير الفاضل أو السلطان صلاح الدين الأيوبي وكذلك استطبّه ولده الملك الأفضل علي. كان أوحد زمانه في صناعة الطب ومتفنناً في العلوم. يوجد معبد يحمل اسمه في العباسية بالقاهرة.

## حياته
وُلِد موسى بن ميمون في قرطبة سنة 1135 ميلادية، وتُوفيَ في القاهرة سنة 1204 ميلادية. اشتهر بكونه أهم شخصية يهودية خلال العصور الوسطى وهو من عائلة يهودية أندلسية [وفقًا لِمَن؟]. هاجر بعض أفرادها إلى غزة، سوريا، الأردن، العراق ومصر خلال عصور مختلفة وبعضها الآخر انتقل إلى فلسطين. ولموسى بن ميمون تصانيف شهيرة مكتوبة باللغة العبرانية[هل المصدر موثوق به؟]. وله أيضًا في اللغة العربية كتاب «دلالة الحائرين» الذي طُبع في باريس من سنة 1865 إلى 1866م مع ترجمة فرنسية وشرح باعتناء العلامة منك. يتناول الكتاب توفيق الفلسفة مع التوحيد والتفسير باستخدام الفلسفة وعلم الكلام. وله أيضًا في اللغة العربية «كتاب الشرائع» وترجمها إلى العبرانية العلامة شالومن بن يوسف بن أيوب، طُبع جزء منه في لايبزيك (ألمانيا) سنة 1881م في 63 صح فيها المتن العربي مع الترجمة العبرانية مع ترجمة أخرى ألمانية وشروح باعتناء العلامة «بارتز». وله أيضًا مقالة في تدبير الصحة وكتاب فصول في علم الطب استخرجه من مُصنفات جالينوس اليوناني.
هرب موسى بن ميمون من موحدي الأندلس التي كانت مستبدة، إلى القاهرة، حيث كان يحكم الأمير صلاح الدين الأيوبي – الذي حرّر مدينة القدس بعد بضع سنين من الصليبيين. وأعاد أكبر أجزاء البلاد (فلسطين) إلى حكم الخلافة مرة أخرى. وفي القاهرة تعلم موسى بن ميمون السريانية واليونانية، وبعد سبع سنوات أصبح أستاذًا في المدرسة التي أنشأها يهود مصر في الفسطاط لتعليم الديانة اليهودية والفلسفة والرياضيات والطب.
وقد عُرف هذا العالم لدى العرب بأبي عمران موسى بن ميمون عبيد الله. وكان من أبرز تلامذته يوسف بن عقنين المعروف عند العرب بأبي الحجاج يوسف بن اسحاق السبتي المغربي، والذي اشتهر كطبيب وفلكي بارع، وكذلك سعديا بن بركات.
عاش ابن ميمون في المحيط العربي والإسلامي، فقد تلقَّى العلم على يد ثلاثةٍ من العلماء المسلمين، حيث تلقَّى مباشرةً من ابن الأفلح ومن أحد تلاميذ ابن الصائغ. وتلقى من ابن رشد بشكلٍ غير مباشر، حين عكف - كما يذكر ابن ميمون نفسه - على دراسة مؤلفات ابن رشد طيلة ثلاثة عشر سنة.
والمطالِعُ في أحد أهم كُتب ابن ميمون: دلالة الحائرين، لا يجد إلا صدى لأفكار فلاسفة الإسلام وعلماء الكلام وخاصةً الأشاعرة. ولذلك فحين ألَّف إسرائيل ولفنسون كتابه «موسى بن ميمون حياته ومصنفاته»، وهو الكتابُ المنشور بالعربية في القاهرة سنـة 1936 م كتب الشيخ مصطفى عبد الرزاق مقدمة الكتاب فقال فيها: إن موسى ابن ميمون يعدُّ من الفلاسفة المسلمين! ثم ذكر العديد من الأدلة المؤيدة لذلك. وفي مقدمة تحقيقه لكتاب «دلالة الحائرين» يقول الدكتور/ حسين آتاى: إذا أخذنا في الاعتبار أنَّ الشهرستاني قد عدَّ حنين بن إسحاق النصرانى، فيلسوفاً إسلاميًّا؛ فإنه لا وجه للتفرقة بينه وبين موسى بن ميمون اليهودي. والدارس للثقافة الإسلامية حين يقرأ كتابه «دلالة الحائرين» يرى أن موسى بن ميمون حتى في مناقشاته لنصوص التوراة، إنما يصدر عن فكرٍ وثقافةٍ إسلامية فقد عاش طوال حياته بين مسلمين. ويلاحظ أنه عندما ينتقد المتكلمين المسلمين يكون نقدُه لهم بأسلوبٍ خالٍ من الشدة التي ينتقد بها المتكلمون المسلمون بعضهم بعضًا، وأنه ينقد بني دينه بشكلٍ أشد. إذاً، فابن ميمون يُعتبر فيلسوفاً إسلاميّاً. وهذا ما يعتبره أيضا المؤرخون الأوروبيين.
وقد توفي موسى بن ميمون سنة 1204 وهو في السبعين من عمره.

## مبادئ الإيمان الثلاثة عشر
تضمن كتاب السراج والمشناه توراة، مبادئ الإيمان الثلاثة عشر الشهيرة التي وضعها ابن ميمون للديانة اليهودية، والتي بات لزامًا على كل يهودي أن يؤمن بها جميعًا، وهي:
1. الله موجود، وهو المدبر للمخلوقات كلّها، والصانع لكل شيء في ما مضى والآن وفي ما سيأتي.
2. لا يشبه الله في وحدانيته شيء، وهو وحده الإله منذ الأزل وإلى الأبد.
3. الله روح وليس جسمًا، ولا شبيه له على الإطلاق.
4. الله أزلي، فهو الأول والآخر.
5. الله وحده من ينبغي أن يُعبد، ولا جدير بالعبادة غيره.
6. الوحي لا يأتي إلا عبر أنبياء الله، وكلامهم كلّه حق.
7. نبوة موسى حق، وهو أبو الأنبياء جميعًا، من جاء منهم قبله، ومَن جاء بعده.
8. التوراة التي بين أيدينا اليوم هي التي أوحى الله بها إلى موسى.
9. التوراة التي جاء بها موسى لا يمكن استبدالها ولا تغييرها، سواء كان ذلك بالإضافة أو الحذف.
10. معرفة الله بأفكار البشر وأفعالهم.
11. يجزي الله الحافظين لوصاياه، ويعاقب مخالفيها.
12. مجيء المسيح اليهودي (المشيح) مهما طال انتظاره.
13. قيامة الموتى بإرادة الله.

وتبيِّن هذه العقائد بوضوح تأثر ابن ميمون بعلم التوحيد، وعلوم الكلام، والمتصوفة المسلمين

## أهم مؤلفاته
- مشناه توراه.[9]
- دلالة الحائرين.
- اختصار الكتب الستة عشر لجالينوس.

## وصلات خارجية
- موسى بن ميمون على موقع الموسوعة البريطانية (الإنجليزية)
- موسى بن ميمون على موقع ميوزك برينز (الإنجليزية)
- موسى بن ميمون على موقع إن إن دي بي (الإنجليزية)
- موسى بن ميمون  على موسوعة ستانفورد للفلسفة